# Alangijum
Alangijum (lat. Alangium), biljni rod iz porodicve drjenovki kojemu pripada pedesetak vrsta listopadnih ili vazdazelenih grmova ili drveća u dijelovima Afrike, južne i jugoistočne Azije i Australiji.
Postoji i nekoliko fosilnih vrsta

## Vrste
1. Alangium alpinum (C.B.Clarke) W.W.Sm. & Cave
2. Alangium amplum W.J.de Wilde & Duyfjes
3. Alangium barbatum (R.Br. ex C.B.Clarke) Baill. ex Kuntze
4. Alangium borneense Merr.
5. Alangium brassii W.J.de Wilde & Duyfjes
6. Alangium chinense (Lour.) Harms
7. Alangium circulare B.C.Stone & Kochummen
8. Alangium denudatum (Bloemb.) W.J.de Wilde & Duyfjes
9. Alangium ebenaceum (C.B.Clarke) Harms
10. Alangium faberi Oliv.
11. Alangium ferrugineum C.T.White
12. Alangium frutescens Zoll. & Moritzi
13. Alangium glabrum W.J.de Wilde & Duyfjes
14. Alangium glandulosum Thwaites
15. Alangium gracile W.J.de Wilde & Duyfjes
16. Alangium grisolleoides Capuron
17. Alangium guadalcanalense W.J.de Wilde & Duyfjes
18. Alangium havilandii Bloemb.
19. Alangium hexapetalum Lam.
20. Alangium hirsutum Bloemb.
21. Alangium hollrungii (K.Schum.) Melch. & Mansf.
22. Alangium indochinense W.J.de Wilde & Duyfjes
23. Alangium javanicum (Blume) Wangerin
24. Alangium kayuniga K.M.Wong
25. Alangium kurzii Craib
26. Alangium kwangsiense Melch.
27. Alangium ledermannii W.J.de Wilde & Duyfjes
28. Alangium longiflorum Merr.
29. Alangium maliliense Bloemb.
30. Alangium melliferum W.J.de Wilde & Duyfjes
31. Alangium meyeri Merr.
32. Alangium mezianum Wangerin
33. Alangium minahassicum (Bloemb.) W.J.de Wilde & Duyfjes
34. Alangium nobile (C.B.Clarke) Harms
35. Alangium oblongum Craib
36. Alangium pallens W.J.de Wilde & Duyfjes
37. Alangium pilosum Merr.
38. Alangium platanifolium (Siebold & Zucc.) Harms
39. Alangium plumbeum W.J.de Wilde & Duyfjes
40. Alangium polyosmoides (F.Muell.) W.J.de Wilde & Duyfjes
41. Alangium premnifolium Ohwi
42. Alangium qingchuanense M.Y.He
43. Alangium ridleyi King
44. Alangium rotundifolium (Hassk.) Bloemb.
45. Alangium salviifolium (L.f.) Wangerin
46. Alangium scandens Bloemb.
47. Alangium sempervirens W.J.de Wilde & Duyfjes
48. Alangium solomonense (Bloemb.) W.J.de Wilde & Duyfjes
49. Alangium strigosum W.J.de Wilde & Duyfjes
50. Alangium subcordatum W.J.de Wilde & Duyfjes
51. Alangium tonkinense Gagnep.
52. Alangium uniloculare (Griff.) King
53. Alangium velutinum W.J.de Wilde & Duyfjes
54. Alangium villosum (Blume) Wangerin
55. Alangium vitiense (A.Gray) Baill. ex Harms
56. Alangium warburgianum Wangerin
57. Alangium yunnanense C.Y.Wu ex W.P.Fang

## Vanjske poveznice
|  | Zajednički poslužitelj ima još gradiva o temi Alangium |
|  | Wikivrste imaju podatke o taksonu Alangium             |